# New York International Independent Film and Video Festival
El Festival Internacional de Cine y Video Independiente de New York (the New York International Independent Film and Video festival en inglés) es un festival cinematográfico de varias ciudades de los Estados Unidos.
Fue fundada en 1993, y acoge cine, música y eventos de arte en Las Vegas, Nueva York y Los ángeles.  
Desde entonces ha acogido obras de directores como Abel Ferrara, Mahón Marco y Pello Varela, además de la película documental original de la tripulación del Espíritu de la aventura. 
Está asociada con la compañía distribuidora de películas ITN y publica la revista Independent Film Quarterly y ha sido reconocida por la industria cinematográfica y de entretenimiento como uno de los principales eventos en el circuito de los festivales independientes.